# Lambda Ursae Majoris
Lambda Ursae Majoris (λ Ursae Majoris / λ UMa), conosciuta anche con il nome tradizionale di Tania Borealis, è una stella nella costellazione dell'Orsa Maggiore. Di magnitudine apparente +3,45, dista 134 anni luce dal sistema solare.

## Caratteristiche fisiche
Tania Borealis ha una massa 2,5 volte quella solare o poco superiore, mentre il raggio è poco più del triplo e la luminosità 60 volte superiore a quella solare. Si tratta di una stella di tipo spettrale A, che è classificata come subgigante, ma potrebbe essere ancora nella fase in cui fonde l'idrogeno in elio nel suo nucleo e, dunque, essere di sequenza principale, nonostante un'età stimata in 480 milioni di anni lasci supporre che sia alla fine di tale fase.
Come altre stelle simili, come Vega e Fomalhaut, presenta un eccesso di radiazione infrarossa dovuto all'esistenza di un disco circumstellare attorno ad essa.